# Ulica Retkińska w Łodzi
Ulica Retkińska – ulica znajdująca się na łódzkim Polesiu, dawniej główna arteria komunikacyjna wsi Retkinia, obecnie jedna z głównych ulic osiedla o tej samej nazwie.

## Historia
Pierwotnie, według danych z 1915 r, ulica występowała w wykazach jako ulica Grzeczna. Nazwa ta utrzymała się do okolic 1930, kiedy to zmieniono ją na Retkińską bądź Równości. Obecna nazwa została potwierdzona w 1945 r.

## Ważne obiekty
- Kościół rzymskokatolicki pw. Najświętszego Serca Jezusowego
- Ogród Botaniczny (brama wejściowa)
- Cmentarz Piaski-Retkińska

## Komunikacja

### Tramwaje
W latach 1955–1978 południowy odcinek ulicy Retkińskiej obsługiwany był przez tramwaje. Krańcówka mieściła się w pobliżu remizy strażackiej ulokowanej przy rogu ulic Retkińskiej i Zagrodniki, natomiast tramwaje dojeżdżały tam skręcając od wschodniej strony ulicy Oszczepowej (dziś alei kard. Stefana Wyszyńskiego). Torowisko biegnące wzdłuż ulicy było jednotorowe, z mijanką ułożoną wzdłuż skrętu przez skrzyżowanie. Pierwszą linią obsługującą ulicę Retkińską była linia nr 19, dojeżdżająca od Dworca Kaliskiego ulicami: Karolewską, Bratysławską i Oszczepową. Jej pierwszy kurs na krańcówkę przy Retkińskiej odbył się 30 kwietnia 1955.
W grudniu 1976 krańcówkę przy Retkińskiej obsługiwały linie 8, 20, 24, i 101. Krańcówka funkcjonowała do 7 lipca 1978 roku, dzień później zlikwidowano tory prowadzące do ulicy Retkińskiej w celu przekierowania ruchu tramwajowego do nowej krańcówki zlokalizowanej na drugim końcu osiedla.
Jedyną pozostałością po torowisku tramwajowym pozostał umieszczony przy skrzyżowaniu ul. Retkińskiej z al. Wyszyńskiego pomnik Ośka, odsłonięty 16 grudnia 2006 r. z inicjatywy Klubu Miłośników Starych Tramwajów w Łodzi. Do dawnej krańcówki nawiązywała w swojej nazwie łódzka grupa kabaretowa Pętla Ósemki.

### Autobusy
Obecnie, wg stanu z 4 lutego 2018 r, na całej długości ulicy Retkińskiej kursują autobusy MPK Łódź:
- Na odcinku Krzemieniecka - Kusocińskiego: 76, 80, 99.
- Na odcinku Kusocińskiego - Wyszyńskiego: 55, 76, 99.
- Na odcinku Wyszyńskiego - Maratońska: 55.